# Brar Roeloffs
Brar Cornelius Roeloffs (* 14. Oktober 1928 in Süderende; † 22. März 2013) war ein deutscher Landwirt und Ministerialbeamter.

## Werdegang
Roeloffs kam als Sohn eines Landwirts auf der Insel Föhr zur Welt. Er arbeitete zunächst auf dem Hof seines Vaters mit. Ab 1955 studierte er Agrarwissenschaften und trat danach in die Ministerialverwaltung des Landes Schleswig-Holstein ein. Als Ministerialrat leitete er die Abteilung Agrarstruktur im Landwirtschaftsministerium und war ein Jahr Referent im Bundesministerium für Ernährung, Landwirtschaft und Forsten.
Nach der politischen Wende in der DDR ging er 1990 nach Mecklenburg-Vorpommern und wurde im Kabinett von Ministerpräsident Alfred Gomolka (CDU) Staatssekretär im Landwirtschaftsministerium. Er blieb bis 1994 im Amt.
Von 1996 bis 2012 gehörte er dem Beirat des Nordfriisk Instituut an.

## Ehrungen
- 1997: Verdienstkreuz 1. Klasse der Bundesrepublik Deutschland